# A Tragedy in Progress
A Tragedy in Progress is een Amerikaanse metalcoreband afkomstig uit Chattanooga, Tennessee. De band bestaat uit de originele line-up van de band Across Five Aprils.
Hoewel Across Five Aprils al in 2008 opgehouden was te bestaan, besloten ze niet opnieuw verder te gaan onder die naam, naar eigen zeggen uit respect naar degenen die na hen waren gekomen. Daarom kozen ze ervoor zichzelf te vernoemen naar hun debuutalbum uit 2003, A Tragedy in Progress.
Op 25 januari 2011 brachten ze via Indianola Records de ep Going Down with the Ship uit. Op 28 augustus 2012 volgde, eveneens bij Indianola Records, hun debuutalbum onder de nieuwe naam, Mechanical Weather.
Hoewel de band officieel nooit uit elkaar gegaan is, is het al een poos stil rondom de band.

## Bezetting
Huidige leden
- Steve Taylor – leidende zang (2010–heden)
- Drew Miller – drums, percussie (2010–heden)
- Zak Towe – gitaar (2010–heden)
- Jason Fields – gitaar (2010–heden)
- Jason Barry – bas (2010–heden)

## Discografie
Studioalbums
- 2012: Mechanical Weather

Ep's
- 2011: Going Down with the Ship